# ブルーノ・シウバ
ブルーノ・シウバ（Bruno Silva、1990年3月16日 - ）は、ブラジルの男性総合格闘家。サンパウロ州ピラシカーバ出身。ファイト・レディー所属。UFC世界フライ級ランキング14位。

## 来歴

### The Ultimate Fighter
2015年3月、リアリティ番組「The Ultimate Fighter」のブラジル4に参加し、マウリシオ・ショーグン率いるチーム・ショーグンに所属。バンタム級トーナメント1回戦でグスタボ・セドリオと対戦し、1RTKO勝ち。続く準々決勝でディレノ・ロペスと対戦し、1R一本負け。

### UFC
2019年10月6日、UFC初参戦となったUFC 243でカリッド・タハと対戦し、肩固めで3R一本負けを喫したが、タハの尿サンプルから禁止薬物フロセミドの陽性反応が出たため、ノーコンテストに裁定が変更された。
2021年3月20日、UFC on ESPN: Brunson vs. HollandでJP・ベイズと対戦し、右ストレートで2RTKO勝ち。パフォーマンス・オブ・ザ・ナイトを受賞した。
2021年5月22日、UFC Fight Night: Font vs. Garbrandtでビクター・ロドリゲスと対戦し、右ストレートで1RKO勝ち。2試合連続のパフォーマンス・オブ・ザ・ナイトを受賞した。
2023年3月11日、UFC Fight Night: Yan vs. Dvalishviliでフライ級ランキング15位のタイソン・ナムと対戦し、リアネイキドチョークで2Rテクニカル一本勝ち。3試合連続のパフォーマンス・オブ・ザ・ナイトを受賞した。
2024年7月20日、UFC on ESPN: Lemos vs. Jandirobaでフライ級ランキング14位のコーディ・ダーデンと対戦し、右アッパーでダウンを奪いパウンドで2RTKO勝ち。4試合連続のパフォーマンス・オブ・ザ・ナイトを受賞した。
2024年12月14日、UFC on ESPN: Covington vs. Buckleyでフライ級ランキング9位のマネル・ケイプと対戦し、3Rにスタンドパンチ連打から右肘打ちでTKO負け。
2025年6月7日、UFC 316でフライ級ランキング14位のジョシュア・ヴァンと対戦し、右フックでダウンを奪われパウンドで3RTKO負け。

## 戦績

### 総合格闘技
| 総合格闘技 戦績 | 総合格闘技 戦績 | 総合格闘技 戦績 | 総合格闘技 戦績 | 総合格闘技 戦績 | 総合格闘技 戦績 | 総合格闘技 戦績 |
| --------------- | --------------- | --------------- | --------------- | --------------- | --------------- | --------------- |
| 24 試合         | (T)KO           | 一本            | 判定            | その他          | 引き分け        | 無効試合        |
| 14 勝           | 6               | 4               | 4               | 0               | 2               | 1               |
| 7 敗            | 3               | 1               | 3               | 0               | 2               | 1               |

| 勝敗 | 対戦相手                   | 試合結果                             | 大会名                                                     | 開催年月日     |
|      | パク・ヒョンソン           |                                      | UFC Fight Night: de Ridder vs. Hernandez                   | 2025年10月18日 |
| ×    | ジョシュア・ヴァン         | 3R 4:01 TKO（右フック→パウンド）     | UFC 316: Dvalishvili vs. O'Malley 2                        | 2025年6月7日   |
| ×    | マネル・ケイプ             | 3R 1:57 TKO（右肘打ち）              | UFC on ESPN 63: Covington vs. Buckley                      | 2024年12月14日 |
| ○    | コーディ・ダーデン         | 2R 2:58 TKO（右アッパー→パウンド）   | UFC on ESPN 60: Lemos vs. Jandiroba                        | 2024年7月20日  |
| ○    | タイソン・ナム             | 2R 1:23 リアネイキドチョーク         | UFC Fight Night: Yan vs. Dvalishvili                       | 2023年3月11日  |
| ○    | ビクター・ロドリゲス       | 1R 1:00 KO（右ストレート→パウンド）  | UFC Fight Night: Font vs. Garbrandt                        | 2021年5月22日  |
| ○    | JP・ベイズ                 | 2R 2:56 TKO（右ストレート）          | UFC on ESPN 21: Brunson vs. Holland                        | 2021年3月20日  |
| ×    | タギル・ウランベコフ       | 5分3R終了 判定0-3                    | UFC Fight Night: Moraes vs. Sandhagen                      | 2020年10月11日 |
| ×    | ダビッド・ドボジャーク     | 5分3R終了 判定0-3                    | UFC Fight Night: Lee vs. Oliveira                          | 2020年3月14日  |
| －   | カリッド・タハ             | ノーコンテスト（タハの禁止薬物失格） | UFC 243: Whittaker vs. Adesanya                            | 2019年10月6日  |
| ○    | ラルフ・アコスタ           | 2R 3:03 KO（左フック→パウンド）      | World Fighting Federation 40 【WFFフライ級タイトルマッチ】 | 2018年12月15日 |
| ○    | ジョー・マドリード         | 1R 4:23 TKO（パンチ連打）            | World Fighting Federation 35                               | 2017年8月19日  |
| △    | ケイシー・ケニー           | 5分3R終了 判定1-1                    | LFA 11: Frincu vs. Mendonça                                | 2017年5月5日   |
| ×    | アダウト・プラド           | 1R 0:07 KO（ハイキック）             | Aspera FC 44                                               | 2016年9月10日  |
| ○    | マット・ベッツォルド       | 5分3R終了 判定2-1                    | World Fighting Federation 25                               | 2015年11月7日  |
| ○    | ヘイデル・プライス         | 3R 3:23 リアネイキドチョーク         | Team Nogueira: MMA Fight Live                              | 2014年9月4日   |
| ○    | ソスレニス・シウバ         | 3R 4:33 リアネイキドチョーク         | Talent MMA Circuit 8                                       | 2014年4月12日  |
| ○    | フリオ・セサール・モラエス | 3R KO（スピニングバックキック）      | Team Nogueira: MMA Circuit 4                               | 2013年11月5日  |
| ○    | アティラ・オリベイラ       | 2R 2:21 失格（反則の膝蹴り）         | MMA Challenge: Ponte Preta                                 | 2012年9月20日  |
| △    | ユーリー・バレンズエラ     | 5分3R終了 判定ドロー                 | Encontro Fight 2                                           | 2012年7月27日  |
| ×    | ウェスリー・バティスタ     | 5分3R終了 判定0-3                    | Corumbatai Fight                                           | 2012年7月14日  |
| ○    | ジェームズ・カルヴァーリョ | 1R 5:00 TKO（ドクターストップ）      | Arena Fight Uberlandia 4                                   | 2011年12月10日 |
| ×    | ホドリゴ・マルコス         | 3R 0:22 腕ひしぎ十字固め             | Hombres de Honor 29                                        | 2011年9月24日  |
| ○    | ヘナート・ヒゲン・カリエウ | 3R 0:44 TKO（パンチ連打）            | Circuito MMA Kyokushinkaikan 2                             | 2011年6月4日   |
| ○    | パウロ・マグエタ           | 1R 1:23 KO（飛び膝蹴り）             | Circuito MMA Kyokushinkaikan                               | 2011年2月6日   |

## 獲得タイトル
- WFFフライ級王座（2018年）

## 表彰
- UFC パフォーマンス・オブ・ザ・ナイト (4回)